# Sten Pettersson
Pour les articles homonymes, voir Pettersson.
Sten Karl Leopold « Sten-Pelle » Pettersson (né le 11 septembre 1902 à Stockholm et décédé le 1er juin 1984 dans la même ville) est un athlète suédois spécialiste du haies. Affilié au IK Göta, il mesurait 1,90 m pour 79 kg. Il a détenu les records du monde du 110 mètres haies et du 400 mètres haies et fut le premier détenteur des records du 110 et du 400 mètres haies.

## Biographie

### Palmarès
| Date | Compétition           | Lieu      | Résultat | Épreuve          | Performance  |
| ---- | --------------------- | --------- | -------- | ---------------- | ------------ |
| 1924 | Jeux olympiques d'été | Paris     | 3e       | 110 mètres haies | 15 s 4       |
| 1928 | Jeux olympiques d'été | Amsterdam | 4e       | 400 mètres haies | 53 s 8       |
| 1928 | Jeux olympiques d'été | Amsterdam | 4e       | 4 × 400 m        | 3 min 15 s 8 |

### Records
| Épreuve          | Performance | Lieu | Date |
| ---------------- | ----------- | ---- | ---- |
| 110 mètres haies | 14 s 5      |      | 1930 |
| 400 mètres haies | 52 s 4      |      | 1928 |